# GAZ-AA
 (avril 2021).
Si vous disposez d'ouvrages ou d'articles de référence ou si vous connaissez des sites web de qualité traitant du thème abordé ici, merci de compléter l'article en donnant les références utiles à sa vérifiabilité et en les liant à la section « Notes et références ».
GAZ-AA était un camion produit par la société soviétique GAZ, de 1932 à 1938. Ce camion était la version soviétique du Ford Model AA, construite aux États-Unis de 1927 à 1932. GAZ-AA était un peu plus "puissant" et "dur "Par l'American Ford Model AA, car il a dû être reconstruit pour le temps sévère de la Russie. Comme les passagers GAZ-A, GAZ-AA ne pouvait être acheté que par l'armée, les forces spéciales et d'autres services de l'Union soviétique, et n'était pas disponible pour la population générale. Plus de 600 000 exemplaires du camion ont été produits et la plupart ont été utilisés par armée rouge. Le camion a gagné le nom "Polutorka", car les gens l'ont nommé parce qu'il pourrait avoir 1,5 tonne de poids[pas clair].

## Histoire
En 1929, NAZ (Nijni Novgorod Automobilni Zavod) a conclu un accord pour produire des véhicules Ford Modèle A et Modèle AA dans l'usine de production de Nijni Novgorod. En 1932, la société a été rebaptisée GAZ (Gorki Automobilni Zavod) et a commencé à produire les GAZ-A et le GAZ-AA. Celui-ci servit de base à l'ensemble de la filière camions de GAZ avec un moteur 4 cylindres 40 ch, une transmission à 4 rapports, un réservoir de 40 l, une consommation de 20,5 l/100 km, et 5,335 mètres de long, un empattement de 3.34 mètres, un rayon de braquage de 7,5 m, une charge utile de 1,5 t, en configuration de 4x2, une vitesse maximale de 70 km/h, un poids à vide de 1,81 t. Le GAZ AAA, (produits en 37 373 unités), en configuration de 6x4, avec la base du GAZ AA, et un moteur de 4 cylindres de 50 ch, un 2e réservoir de 60 l, une vitesse maximale 65 km/h, et une consommation de 25 l/100 km.
En 1938, avec le début de la grande guerre patriotique et en raison de pénuries matérielles, le GAZ-AA a été simplifié et modernisé comme GAZ-MM.

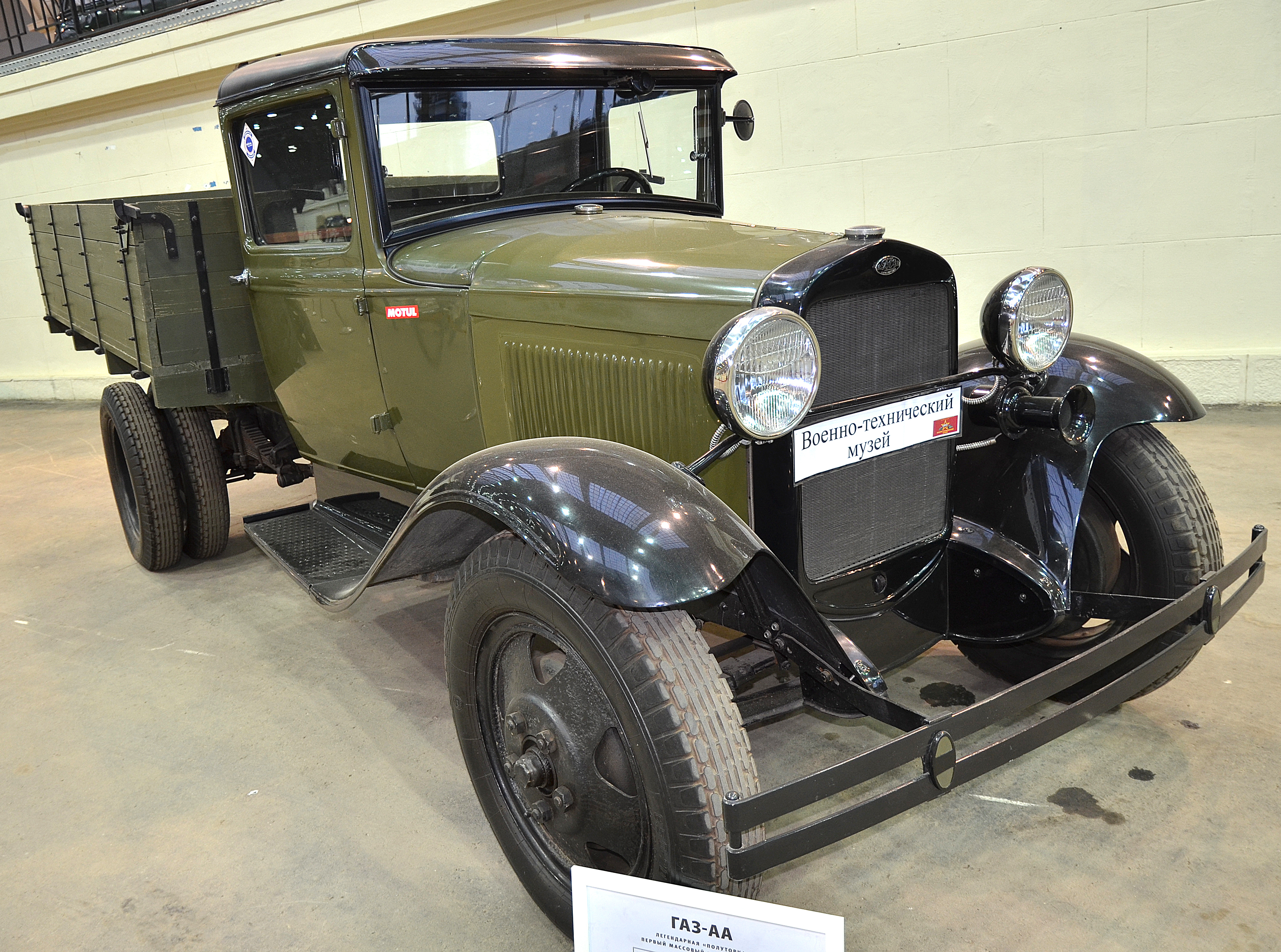
Un autre GAZ-AA dans le musée
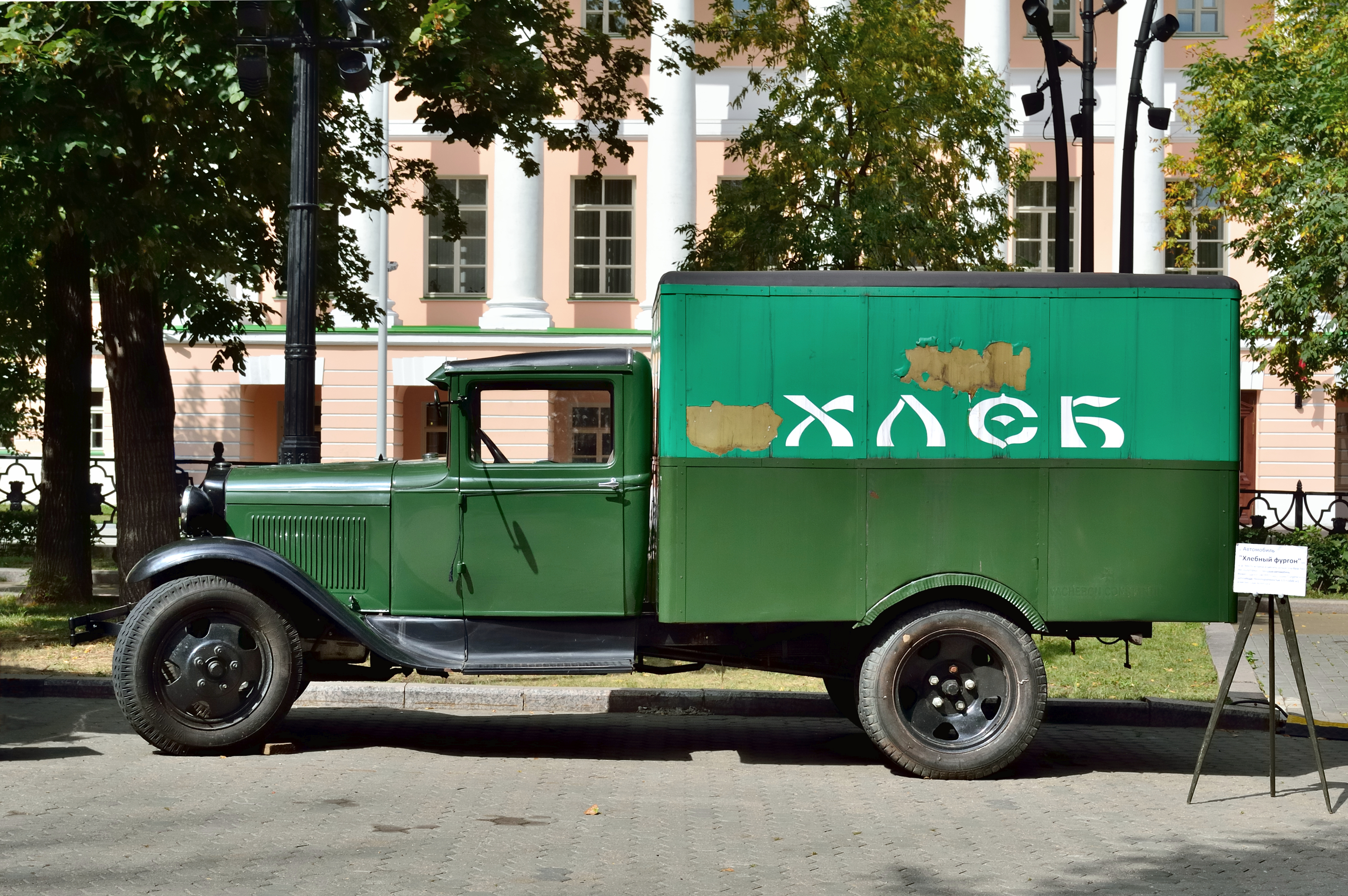
GAZ-AA Camionnette, utilisé dans la mini-graine «Il ne faut jamais changer le lieu d'un rendez-vous» (1979)
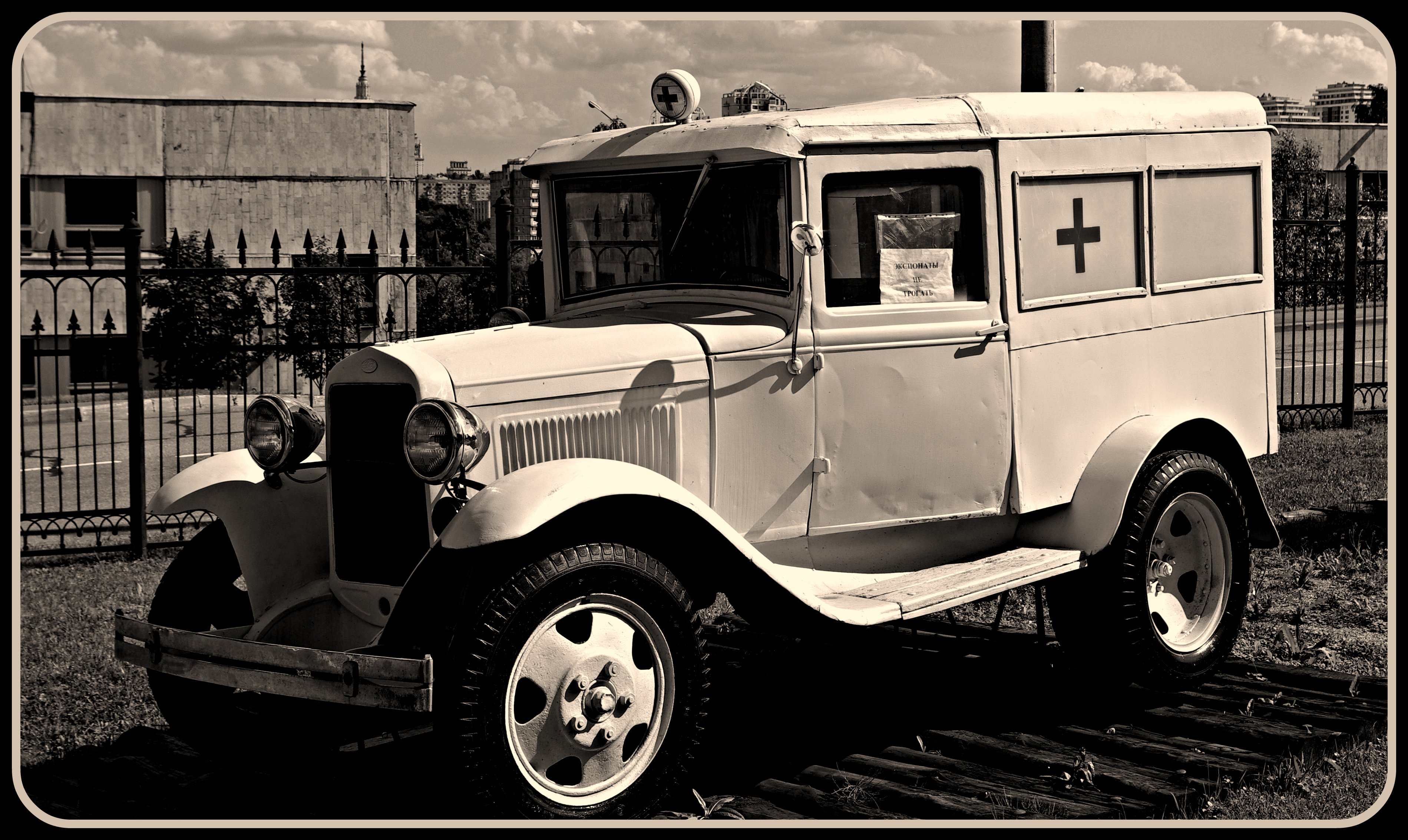
Ambulance GAZ-AA
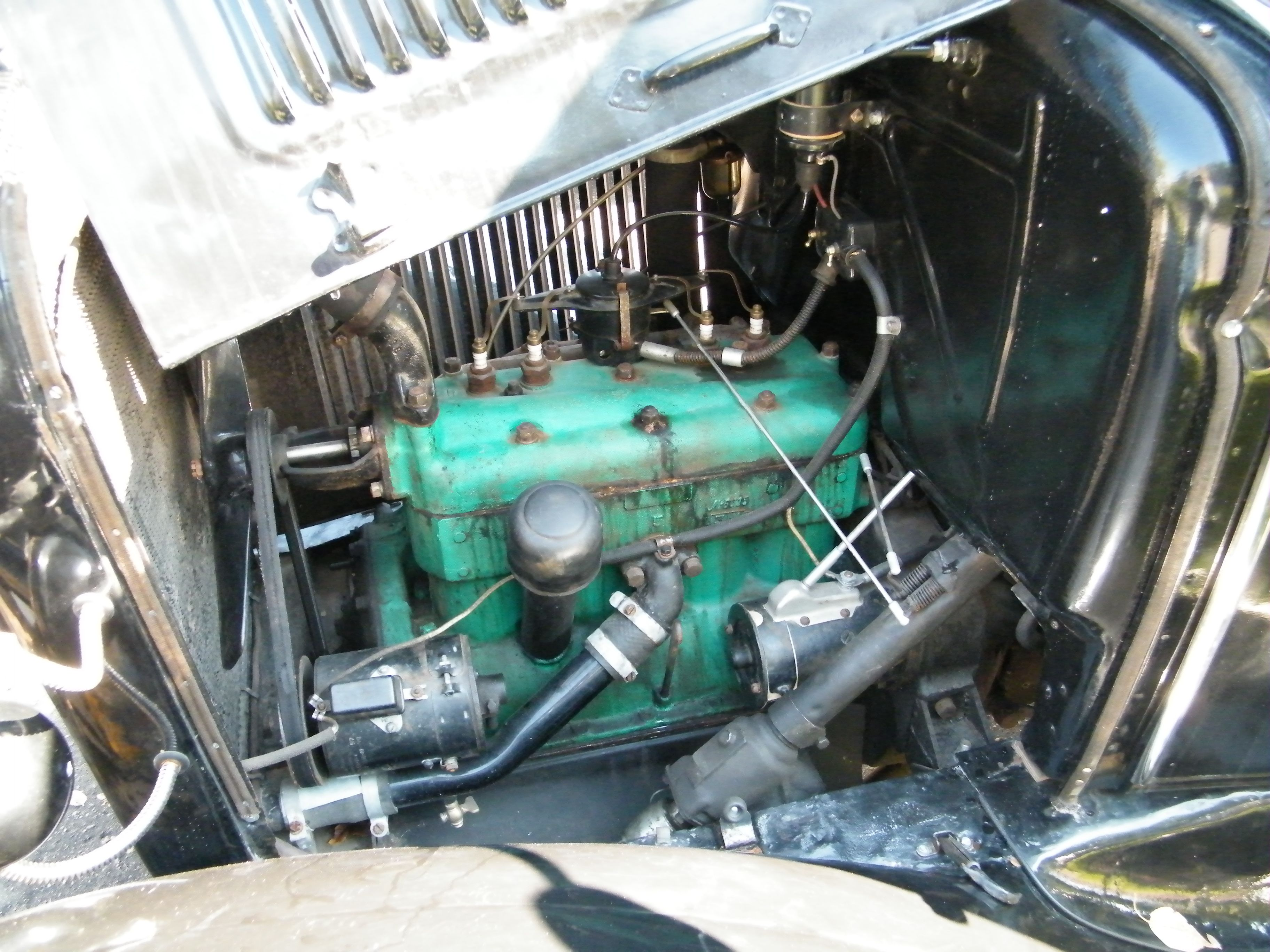
Le moteur du GAZ-AA
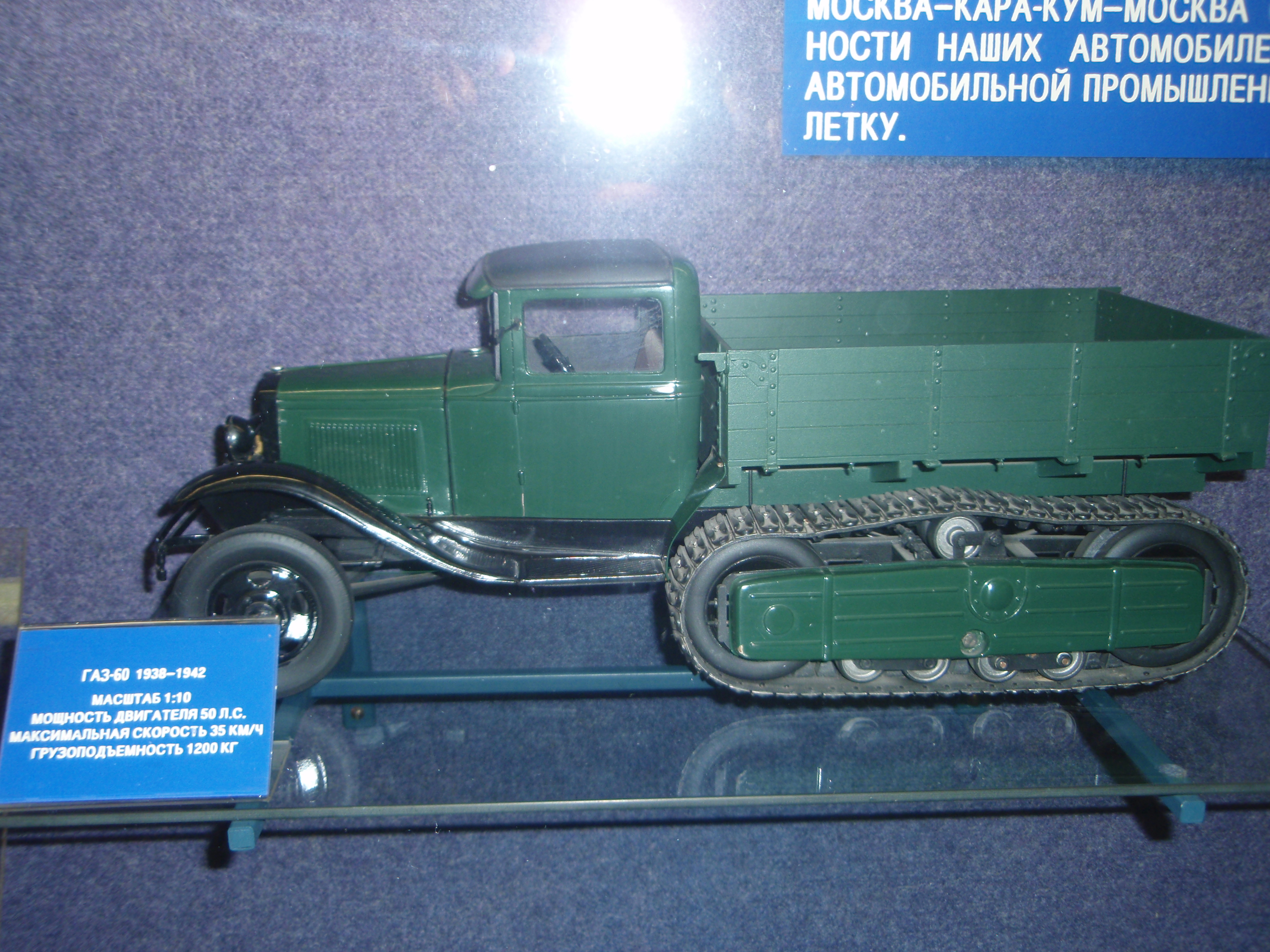
Le Semi-chenillé GAZ-60, basé sur le camion GAZ-AA

## Utilisation militaire

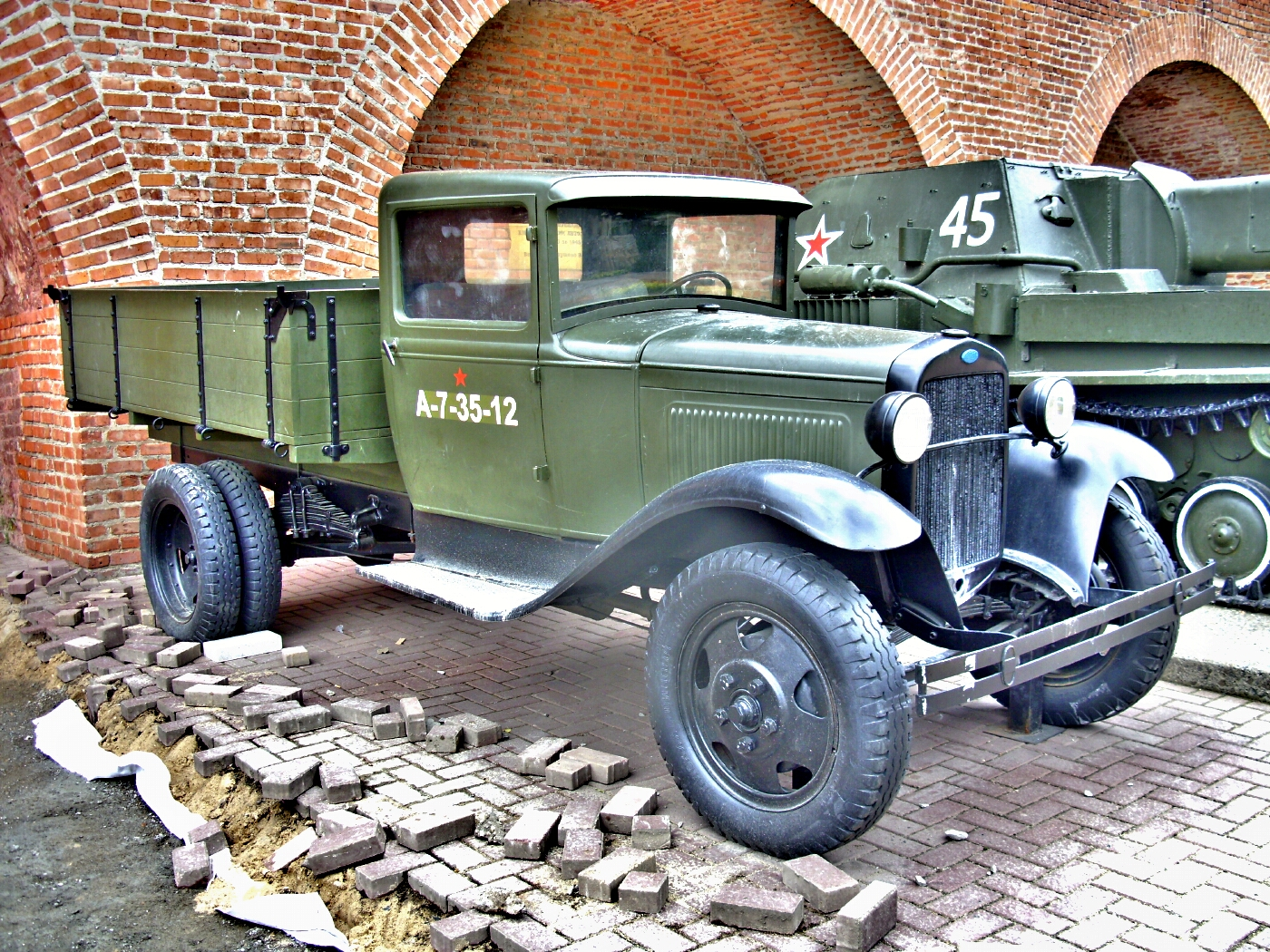
GAZ-AA de l'armée rouge au Kremlin de Nijni Novgorod

Le camion a également été utilisé par l'Armée rouge, peut-être que c'est le plus grand client, en grand nombre. En 1938, c'était le camion le plus courant de l'Armée rouge. Il a également été largement utilisé dans la grande guerre patriotique avec beaucoup de succès.

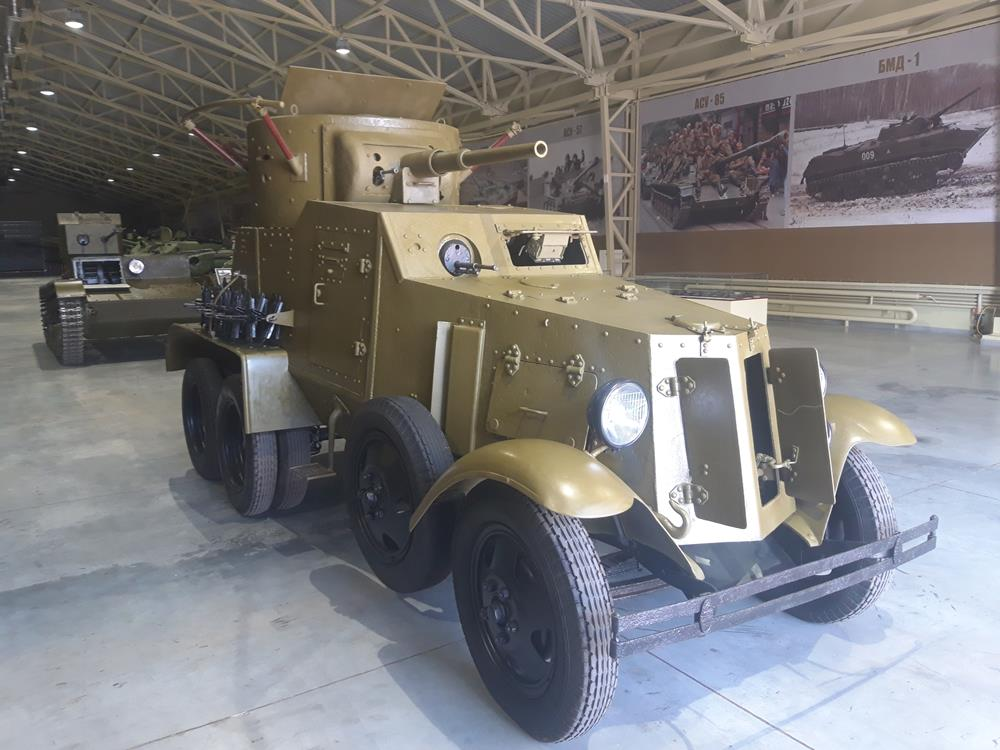
Blindé BA-6

Le châssis du GAZ-AA a été décliné en une série de véhicules blindés à six roues, produits de 1932 à 1941 dénommés BA-I pour la première version puis BA-3/6.

## Variantes
GAZ-AA était disponible dans un large éventail de versions, des camions de plate-forme, aux camionnette, aux bus et même dans une version triaxiale. De plus, le GAZ-AA a servi de base à de nombreuses voitures blindées de l'époque, comme les versions ultérieures de l'AMO BA-27, le BA-3/6 et le BA-10, y compris d'autres.
- GAZ-AAA: Version à trois essieux produits jusqu'en 1943
- GAZ-55: ambulance
- GAZ-S1: camion de baisse
- GAZ-42: camion propulsé par le gaz en bois (1939-1946)
- GAZ-44: pour le fonctionnement avec du gaz naturel (1939)
- GAZ-60: Véhicule à demi-piste (1939-1941)
- GAZ-03-30: Bus civil basé sur le GAZ-AA
- PMG-1 et PMZ-1 - Camions de pompiers